# ムハンマド3世 (ニザール派)
アラー・ウッディーン・ムハンマド（ペルシア語: امام علاء الدین محمد、Imam 'Ala al-Din Muhammad、1213年 - 1255年）は、イスラム教シーア派のイスマーイール派から派生したニザール派の第7代指導者（イマーム、在位：1221年 - 1255年）。ムハンマド三世とも。

## 生涯
ペルシア人史家のジュヴァイニーの記述によると、アラー・ウッディーン・ムハンマドは第6代君主ジャラール・ウッディーン・ハサンがカリフの認可を得て娶ったギーラーンの4人の王女の一人から生まれたという。1221年（ヒジュラ暦618年）11月に父のジャラール・ウッディーンが亡くなると、その息子で僅か9歳のアラー・ウッディーン・ムハンマドがその後継者となった。
アラー・ウッディーンが即位してすぐはジャラール・ウッディーン時代の宰相が国政を代行しており、ジャラール・ウッディーンの取ったスンナ派との友好路線が引き継がれた。しかし、アラー・ウッディーンが長じるにつれて次第に父の政策は覆されニザール派は従来の独自路線に戻り、アラー・ウッディーンは治世の5・6年目には精神に錯乱を来すようになった。一方、アラー・ウッディーンの統治の危うさとは裏腹に、この時代にニザール派の学芸は最盛期を迎えていた。アラムート城の図書館にはナスィールッディーン・トゥースィーなど著名な学者が多数滞在し、その蔵書量はニザール派に批判的なジュヴァイニーでさえ認めざるを得ないものであった。
対外的な状勢においても、アラー・ウッディーンの治世は比較的恵まれていた。モンゴル帝国は1220年代にホラズム・シャー朝のイラン支配を瓦解せしめた後、少数の部隊を残して東方に帰還したため、ニザール派は勢力を拡大しダームガーンの町を奪取した。ホラズム・シャー朝の復興を目指すジャラールッディーン・メングベルディーはアラー・ウッディーンに対して和平を申し入れたが、ニザール派から派遣された使者バドル・ウッディーン・アフマドは酒宴の席でホラズムの軍隊には既にニザール派の暗殺者が入り込んでいることを漏らし、これを恐れたホラズムの宰相シャラフ・アル・ムルクはバドル・ウッディーンに暗殺者たちを呼び出させた。呼び出された5人の暗殺者たちの一人は「命令さえあればいつでも殺すことができた」といって宰相を嘲ったため、激怒したジャラールッディーンによって処刑され、ホラズムとニザール派の友好関係は成立しなかった。
年を取るにつれアラー・ウッディーンの精神はますます均衡を欠き、一度は後継者に定めたルクン・ウッディーン・フールシャーを廃嫡しようとしたことで両者の関係は悪化した。ルクン・ウッディーンとニザール派の有力幹部たちはアラー・ウッディーンを排除する協定を結んだが、イマームを神聖視するが故にアラー・ウッディーンを直接手に掛けることは誰もが拒んだという。しかし、1255年12月1日に酩酊したアラー・ウッディーンが暗殺されているのが発見され、狂気じみた嫌疑や告発の最中で幾人かの従者が処刑された。アラー・ウッディーンの死から一週間後、アラー・ウッディーンの第一の寵臣であったマーザンダラーンのハサンが犯人だと特定され、彼の二人の娘と一人息子ともに処刑された。こうして、ルクン・ウッディーン・フールシャーがアラー・ウッディーンの後を継ぎ、モンゴル帝国によって攻め滅ぼされるまでの最後のニザール派指導者（イマーム）となった。

## ニザール派歴代君主
1. ハサン・サッバーフ
2. キヤー・ブズルグ・ウミード（英語版）
3. ヌールッディーン・ムハンマド・イブン・ブズルグ・ウミード (ムハンマド1世)（ペルシア語版）
4. ハサン・ズィクリヒッサラーム（ハサン2世）（英語版）
5. ヌール・アッディーン・ムハンマド (ムハンマド2世)
6. ジャラール・アッディーン・ハサン (ハサン3世)（英語版）
7. アラー・ウッディーン・ムハンマド (ムハンマド3世)
8. ルクヌッディーン・フールシャー（ペルシア語版）